# الکساندر خودزکو
الکساندر بورجکو خودزکو یا خوچکو (به لهستانی: Aleksander Borejko Chodźko، به روسی: Алекса́ндр Хо́дзько؛ زادهٔ ۳۰ اوت ۱۸۰۴ – درگذشتهٔ ۲۷ دسامبر ۱۸۹۱) شاعر، اسلاو شناس و ایرانشناس لهستانی بود.

## زندگی
در شهر کرزیویچ (Krzywicze) روسیه زاده شد (امروزه با نام Kryvičy در کشور بلاروس قرار دارد) و بعدها به دانشگاه ویلنیوس رفت. او عضوی از انجمن فیلارت و انجمن شرق‌شناسی آکادمی علوم روسیه بود که به وزارت خارجهٔ امپراتوری روسیه وابسته بود.
از ۱۸۳۰ تا ۱۸۴۴ مقارن با سالهای سلطنت محمد شاه قاجار، کنسول روسیه در رشت بود.
از خودزکو نوشتارهایی به جا مانده از جمله، تئاتر در ایران(۱۸۴۵)، دستور زبان فارسی(۱۸۵۲)، ترانه‌های عامیانه اسلاوی(۱۸۵۶) و ترانه‌های تاریخی اوکراین وی همچنین به زبان و ادب فارسی نیز آشنا بود.
در سال۱۸۴۲ چند سروده منسوب به امیر پازواری را به چاپ رساند و از وی به نام شیخ العجم امیر پازواری یاد کرد و همچنین یادداشت‌هایی از او دربارهٔ سرزمین گیلان در سالهای ۱۸۴۹ و۱۸۵۰ در سالنامه‌های نوین مسافرت‌ها و علوم جغرافیایی درج شده‌است.
وی سالهای آخر زندگی اش را در پاریس گذراند، از ۱۸۵۲ تا ۱۸۵۵ در وزارت خارجه فرانسه و از ۱۸۵۷ تا ۱۸۸۳، به عنوان جانشین آدام میکیوویچ، به ریاست دپارتمان زبان و ادبیات اسلاوی در کلژ دو فرانس منصوب شد. او عضو انجمن آسیایی سلطنتی انگلستان و ایرلند و انجمن زبان‌شناسی پاریس نیز بود.

### دربارهٔ ایران
- Popular Poetry of Persia. Specimens of the popular poetry of Persia, orally collected and translated with philological and historical notes. London: Oriental Translation Fund, 1842.
- Specimens of the Popular Poetry of Persia. London, 1842.
- Theatre persan. Paris, 1878.
- Le Deisme des ti'ahhabis in the Journal Asiatique, series iv. vol. xi. pp. ۱۶۸.
- The Chodzko Collection. 33 scripts collected Chodźko preserved in the Bibliothèque Nationale of Paris. Also known as The Islamic Drama by Jamshid Malekpour.

### اسلاو
- Polish-English and English-Polish Dictionary (1851)
- Fairy Tales of the Slav Peasants and Herdsmen. London. (Translated by Emily J. Harding)
- The Twelve Months: A Slav Legend appeared in Good Stories for Great Holidays, by Frances J. Olcott (2006 BiblioBazaar, LLC)
- Les chants historiques de l'Ukraine (Paris; reprinted by Bibliolife, 2008). 284 pp.

### تصنیف‌ها و اشعار
- Ballad Maliny
- Poezye Alex. St. Petersburg, 1828 (2nd edition, Poznan, 1833).